# Hoehnephytum
Hoehnephytum là một chi thực vật có hoa ở Brazil thuộc họ Cúc.

## Các loài
- Hoehnephytum almasense D.J.N.Hind - Bahia
- Hoehnephytum imbricatum (Gardner) Cabrera - Minas Gerais, Bahia
- Hoehnephytum trixoides (Gardner) Cabrera - Minas Gerais, São Paulo, Goiás, Distrito Federal